# Загадочное убийство в Манхэттене
«Загадочное убийство в Манхэттене» (англ. Manhattan Murder Mystery) — кинофильм режиссёра Вуди Аллена, вышедший на экраны в 1993 году.

## Сюжет
Уже немолодая супружеская пара (Ларри и Кэрол Липтон) знакомится со своими соседями по этажу — Полом и Лилиан, которые тоже состоят в многолетнем браке. Через пару дней Ларри (Вуди Аллен) и Кэрол (Дайан Китон) с удивлением узнают, что Лилиан умерла. Ларри не очень озабочен этой новостью — он и его жена знакомы с соседями лишь поверхностно, но Кэрол начинает подозревать что-то зловещее и тёмное в этом событии. Неожиданная смерть соседки не даёт ей покоя. Кэрол уговаривает мужа начать своё собственное расследование произошедшего, но тот только лениво отмахивается от неё.
Кажущаяся загадочность ухода из жизни на вид вполне здоровой женщины гложет душу и всё более разжигает любопытство Кэрол. Она решает самолично проникнуть в квартиру соседа-вдовца во время его отсутствия, чтобы найти какие-либо улики, указывающие на его причастность к смерти. Кэрол убеждает себя, что Лилиан была убита своим мужем. Проникнув в квартиру соседей, Кэрол пытается найти доказательства своим предположениям, но безуспешно. Позже она с ужасом осознаёт, что случайно оставила свои очки в квартире соседа. Теперь ей необходимо снова проникнуть в «логово преступника», чтобы выкрасть свои очки. Ей постепенно удаётся вовлечь своего мужа в расследование этой, как ей кажется, криминальной авантюры.
Несмотря на детективный сюжет, фильм посвящён в основном проблемам взаимоотношений между стареющими супругами, утрате молодости, потере способности определять приоритеты в жизни и, шире, — поискам самого смысла жизни.

## В ролях
- Вуди Аллен — Ларри Липтон
- Дайан Китон — Кэрол Липтон
- Алан Алда — Тед
- Анжелика Хьюстон — Марша Фокс
- Джерри Адлер — Пол Хаус
- Линн Коэн — Лиллиан Хаус
- Рон Рифкин — Сай
- Мелани Норрис — Хелен Мосс
- Мардж Редмонд — миссис Долтон
- Зак Брафф — Ник Липтон

## Награды и номинации
- 1994 — номинация на премию «Золотой глобус» за лучшую женскую роль в комедии или мюзикле (Дайан Китон).
- 1994 — номинация на премию «Сезар» за лучший зарубежный фильм (Вуди Аллен).
- 1995 — номинация на премию BAFTA за лучшую женскую роль второго плана (Анжелика Хьюстон).